# Carl Sigismund von Kameke
Carl Sigismund von Kameke (* 12. September 1730 in Baumgarten im Kreis Dramburg; † 12. März 1795 in Küstrin) war ein preußischer Generalmajor, Kommandant von Küstrin und Ritter des Ordens Pour le Mérite.

## Leben

### Herkunft
Carl Sigismund entstammte dem Adelsgeschlecht Kameke aus dem Hause Kratzig der Linie Varchminshagen, einer aus Pommern von der Insel Usedom stammenden Familie, die erstmals mit Peter, miles de Kamik, 1298 urkundlich erwähnt wird. Seine Eltern waren der preußische Kapitän und Erbherr auf Baumgarten Jacob Adolf von Kameke (1690–1744) und dessen Ehefrau Charlotte Christine, geborene von Haake, Tochter des Generalleutnants Ernst Ludwig von Hacke.

### Militärische Laufbahn
Kameke besuchte ab 1742 das Kadettenhaus in Berlin und trat 1747 als Unteroffizier in das Infanterieregiment „Prinz Franz von Braunschweig“ der Preußischen Armee. Bis 1755 avancierte er zum Sekondeleutnant und nahm während des Siebenjährigen Krieges an den Schlachten bei Prag, Kolin, Torgau und Hochkirch teil. Nach dem Krieg stieg er 1770 zum Stabskapitän sowie 1774 zum Kapitän und Kompaniechef auf. Weitere Beförderungen folgten 1782 zum Major und 1790 zum Oberstleutnant.
Zu Beginn des Ersten Koalitionskrieges gegen das revolutionäre Frankreich war er 1792 Oberst und Kommandeur des Regiments „von Borcke“, mit dem er an diesem Krieg in Westdeutschland und Ostfrankreich teilnahm. In diesen Gefechten zeichnete er sich bei der Belagerung von Mainz vor allem aber in der Schlacht bei Pirmasens, wo er schwer verwundet wurde so aus, dass ihm König Friedrich Wilhelm II. am 22. Oktober 1792 den Orden Pour le Mérite verlieh. Diese Verleihung ergibt sich aus dem Tagebucheintrag des Kronprinzen vom 22. Oktober 1792 in der Oberst Kameke ausdrücklich erwähnt wird: …, ließ der König bei der Parole (im Lager von Aubange) mehrere Verdienstorden unter die Kommandeure und andere Offiziere der Armee vertheilen, um seine Zufriedenheit zu bezeigen.
Kameke wurde zum Generalmajor befördert und starb 1795 als Kommandant der Festung Küstrin.

## Familie
Kameke heirate 1768 Wilhelmine Charlotte Dorothea Friederike von dem Hagen (1747–1827) aus dem Hause Schmiederberg. Das Paar hatte folgende Töchter:
- Wilhelmine Karoline Friederike Henriette (1769–1842) ⚭ Albrecht Otto Ludwig Georg von Rohr (1761–1812)
- Henriette (1771–1846) ⚭ 1798 Hans Karl Otto Ludwig von Burgsdorff (1769–1817)
- Karoline ⚭ N.N. von Karbe